# Јан Масарик
Јан Гариг Масарик (чеш. Jan Masaryk; 14. септембар 1886 — 10. март 1948) је био чехословачки дипломата, политичар и министар спољних послова Чехословачке у периоду од 1940. до 1948. године.

## Биографија
Јанов отац био је професор филозофије и политичар Томаш Масарик, први председник Чехословачке (1919—1935), а мајка Американка Шарлот Гариг. После завршених студија у Прагу, Јан је отишао у САД, где је остао све до 1913. године. За време Првог светског рата био је у саставу мађарске регименте, а после рата је радио у канцеларији за спољне послове тек осамостаљене Чехословачке . Службовао је у Вашингтону и Лондону, пре него што је 1921. године постао секретар министра спољних послова Едварда Бенеша. Од 1925. до 1938. године Јан Масарик био је амбасадор у Уједињеном Краљевству. Током Другог светског рата именован је за министра иностраних послова чехословачке владе у емиграцији у Лондону. Сви емитовани ратни говори Јана Масарика, као портпарола владе, упућени окупираној Чехословачкој, објављени су на енглеском језику 1944. године под називом „Говорећи својој земљи“ и учинили га веома популарним код куће.

## Послератни период и смрт
Задржао је положај министра иностраних послова и након повратка емигрантске владе у Праг 1945. године. Био је са Бенешом на разговорима у Москви и присуствовао оснивању Уједињених нација у Сан Франциску. Уверен да Чехословачка мора остати у пријатељским односима са Совјетским Савезом био је веома разочаран због совјетског вета на чехословачко прихватање послератне америчке помоћи у оквиру Маршаловог плана.
На захтев председника Бенеша, Масарик је остао министар иностраних послова иако су комунисти преузели власт 25. фебруара 1948. године. Међутим, неколико недеља касније пронађен је мртав. Постоје претпоставке да се ради о самоубиству бацањем кроз прозор са зграде Министарства иностраних послова, или је убијен тако што је гурнут.
Канцеларија за документацију и истраживање злочина комуниста (у социјалистичкој Чехословачкој), на основу нових доказа о мистериозној смрти Јана Масарика, чије је тело пронађено је у дворишту прашког дворца Чернински (зграда Министарства спољних послова) 10. марта 1948. године, сматра да није реч о самоубиству.